# Седнёв, Иван Дмитриевич
Ива́н Дми́триевич Седнев (22 сентября [4 октября] 1881, Сверчково, Ярославская губерния — 6 июля 1918, Екатеринбург, Пермская губерния) — унтер-офицер Гвардейского экипажа Русского императорского флота (проходил службу на Императорских яхтах «Полярная Звезда» и «Штандарт»); с 1909 года — лакей детей Николая 2-го и официант Их Величеств. После Февральской революции и отречения Николая 2-го от престола добровольно последовал за царской семьёй в ссылку, был арестован и вскоре убит большевиками незадолго до расправы над царской семьёй.

## Биография
Из крестьян деревни Сверчково Спасской волости Мышкинского уезда Ярославской губернии Российской империи (ныне — Отрадновского сельского поселения Угличского района Ярославской области Российской Федерации). Родители занимались сельским хозяйством.
Православного вероисповедания. Был грамотным (имел начальное образование). По достижении работоспособного возраста начал работать маслёнщиком на Варгунинской писчебумажной фабрике. После кончины отца вся семья (мать и сестра) осталась на попечении И. Д. Седнёва.

### Служба нафлоте
По достижении призывного возраста, в конце 1903 года, Иван Седнёв был принят Мышкинским уездным по воинской повинности Присутствием на действительную военную службу и отправлен на Балтийский флот Российской империи (срок его службы на флоте исчислялся с 1 января 1904 года).
По окончании в Кронштадте учебной команды был направлен на службу в Гвардейский экипаж. Служил матросом 2-й статьи, затем матросом 1-й статьи. Дослужился до звания боцманмата. Находился в плаваниях на Императорских яхтах «Полярная Звезда» и «Штандарт». На «Штандарте» был старшиной капитанской гички.
В апреле 1909 года, продолжая служить в Гвардейском экипаже, был нанят на службу при Высочайшем Дворе лакеем царских детей.
В январе 1910 года был принят на сверхсрочную службу в Гвардейский экипаж (оставаясь на службе при Царской Семье). В начале 1914 года — уволен от службы в Гвардейском экипаже и зачислен в ратники Морского Ополчения.
Во время Первой мировой войны, в июле 1916 года, 35-летний «срока службы 1904 года» запасный боцманмат Морского Ополчения Иван Седнёв подлежал мобилизации на действительную военную службу, однако, поскольку находился на службе при Высочайшем Дворе, был освобождён от службы на Флоте и откомандирован от 2-го Балтийского флотского экипажа «для службы у Их Императорских Высочеств Августейших Детей Их Императорских Величеств» с выдачей Увольнительного билета и Ополченческого знака, но «…без выделения от казны денежного, пищевого и вещевого довольствия».

### Служба приВысочайшем Дворе
В 1909 году, на последнем году действительной службы в Гвардейском экипаже, Иван Седнёв, в связи с увольнением одного из заболевших лакеев Царской Семьи и благодаря рекомендациям своего друга, матроса Нагорного, который в тот период во время пребывания Царской Семьи на яхте «Штандарт» исполнял обязанности каютного (каютного матроса) при Наследнике Цесаревиче Алексее Николаевиче, был нанят на службу при Высочайшем Дворе.
Официально Иван Седнёв начал свою службу при Дворе с 14 апреля 1909 года в должности лакея 3-го разряда. С 6 мая 1913 года был переведен лакеем 2-го разряда, а с 1 апреля 1914 года — лакеем 2-го разряда при комнатах детей Царской Семьи (с жалованием 700 рублей в год: 460 рублей — оклад и 240 рублей — квартирные).
Став лакеем царских детей, Иван Дмитриевич Седнёв был не только их помощником, но и телохранителем, везде сопровождая их, что было жизненно важно во времена, когда революционеры вели охоту на представителей царствующей династии.
В дневниковых записях Николая Второго и Александры Фёдоровны упоминания о И. Д. Седнёве встречаются часто. Императрица называла его «добрый Седнёв…», а фрейлина А. А. Вырубова — «прекрасным человеком».
Находясь неотлучно при Царской Семье и сопровождая её во всех поездках, в том числе и за границу, Иван Седнёв неоднократно поощрялся наградами, — не только Российской империи, но и иностранных государств. 23 апреля 1916 года, за многолетнюю ревностную и беспорочную службу при Высочайшем Дворе, получил серебряную медаль с надписью «За усердие» (для ношения на груди на Станиславской ленте) и был назначен лакеем 1-го разряда.

### В ссылке с Царской Семьёй. Арест и гибель
Когда царская семья в августе 1917 года высылалась в Тобольск, возможность покинуть службу была у всех императорских слуг, но И. Д. Седнёв (уволенный в бессрочный отпуск) предпочёл остаться с семьёй отрёкшегося монарха и добровольно отправился вместе с ними в ссылку. Когда царскую семью частями (ввиду болезни цесаревича Алексея) отправляли из Тобольска в Екатеринбург, И. Д. Седнёв был отправлен в первой группе вместе с царём и царицей.
В апреле 1918 года в Тобольск прибыл большевистский вооружённый отряд, под командованием матроса Балтийского флота — П. Д. Хохрякова. Узнав, что в числе слуг царской семьи есть и матросы-балтийцы, Хохряков пригрозил, что сведёт счёты с «предателями революции», «позорящими революционный флот», если они не оставят своей службы при царской семье:450.
Прежде чем быть допущенными в дом Ипатьева, все прибывшие с царской семьёй слуги давали чекистам расписку следующего содержания: «Я, нижеподписавшийся, … даю настоящую расписку в том, что, желая продолжать служить при бывшем царе Николае Романове, обязуюсь подчиняться и выполнять все распоряжения Уральского областного Совета, исходящие от коменданта дома, считая себя на равном состоянии, как и остальная семья Романовых». Историк В. М. Хрусталёв писал, что подписывая эту расписку, царские слуги подписывали собственный смертный приговор:443.
В Екатеринбурге у И. Д. Седнёва и К. Г. Нагорного (прибывшего со второй партией ссыльных) практически сразу начались конфликты с екатеринбургской охраной царской семьи: бывшие матросы Гвардейского экипажа поднимали голос в защиту притесняемых охраной узников, принялись смывать со стен стихи и рисунки неприличного и оскорбительного для царской семьи содержания, которые оставляли красноармейцы-охранники. Но окончательно решило их судьбу то, что они позволили себе открыто возмущаться тем, что охрана ворует вещи, принадлежащие царской семье.
Пьер Жильяр вспоминал впоследствии: «…эти два милых малых не могли скрыть своего возмущения, когда увидели, как большевики забирают себе золотую цепочку, на которой висели у кровати больного Алексея Николаевича его образки». 15 (28) мая 1918 года И. Д. Седнёв и К. Г. Нагорный были взяты из Ипатьевского дома и доставлены в Екатеринбургскую тюрьму. Арестованных слуг лишили вещей и денег и поместили в общей камере тюрьмы, где содержались арестованные чрезвычайной следственной комиссией. Их сокамерником был князь Львов, который впоследствии дал показания следствию об убийстве царской семьи о рассказах арестованных матросов об условиях содержания царской семьи в доме Ипатьева.
По одним сведениям, — в начале июня 1918 года, по другим — в начале июля 1918 года они в группе других заключённых были выведены из тюрьмы, отведены за город в безлюдное место и тайно, в спину, убиты «за предательство дела революции» — как было указано в постановлении об их казни. Историк Хрусталёв писал, что комиссар Хохряков таким образом исполнил свою угрозу:451. Убийцы оставили их трупы на месте убийства не захороненными. Советская «Народная газета» города Шадринска напечатала об этом 31 июля 1918 года такое извещение: «Екатеринбург, 7 июля. По предложению областного Совета Уральской областной чрезвычайной комиссии по борьбе с контрреволюцией расстреляны следующие заложники: …Седнёв, … Нагорный, …».
Когда Екатеринбург был занят «белыми», трупы Ивана Седнёва и Климентия Нагорного, полуразложившиеся и исклёванные птицами, были найдены и торжественно захоронены 10 августа 1918 года у церкви Всех Скорбящих. Очевидцам похорон запомнилось, что могилы бывших матросов Гвардейского экипажа были усыпаны множеством белых цветов. Могилы были уничтожены, когда при советской власти на месте кладбища был создан городской парк.

## Награды
Российской империи:
- медаль с надписью «За усердие»:
  - серебряная нагрудная на Станиславской ленте (23.04.1916)
- памятные светло-бронзовые нагрудные медали:
  - «В память 100-летия Отечественной войны» (15.08.1912)
  - «В память 300-летия Дома Романовых» (21.02.1913)
- памятный нагрудный знак:
  - Кульмский знак «В память 200-летия Гвардейского экипажа» (08.05.1910)

Иностранные:

медали:
- Шведская серебряная ордена «Вазы» (15.02.1911)
- Сербская серебряная (без короны; 01.02.1913)

знаки:
- Прусский знак «Почётный крест» (15.03.1914)

## Семья
В 1910 году Иван Седнёв женится на своей 17-летней землячке из деревни Дьяконово соседней Рождественской волости:
- жена: Мария Алексеевна Чистякова, 1893 года рождения (история с тем, что племянника, Леонида Седнёва, большевики отправили из дома Ипатьева «проведать освобождённого дядю», ещё долго питала её надеждой: её муж жив).
- дети[3][4]:
  - Людмила: родилась в 1911 году в Санкт-Петербурге.
  - Ольга: родилась в 1912 году в Царском Селе, куда И. Д. Седнёв, с разрешения Николая II, привёз свою жену и где семье Седнёвых была выделена квартира. Её крестовосприемницей была Императрица Александра Фёдоровна, давшая своё «Всемилостивейшее соизволение» назвать крестницу Ольгой в честь Великой Княжны Ольги Николаевны. Крестильный крестик Ольги Седнёвой передавался в семье из поколения в поколение по женской линии.
  - Дмитрий: родился в 1913 году, крестовосприемницей была Великая Княжна Ольга Николаевна. Вырос в деревне Сверчково, куда И. Д. Седнёв отправил свою семью из Петрограда в 1916 году. До конца долгой жизни сохранял ясный ум и хорошую память. Хоть и не помнил своего отца, но рассказывал о нём со слов своей матери.
- племянник: Леонид Седнёв, 1903 года рождения. По просьбе родственников, Иван Седнёв увёз малолетнего племянника Лёньку из родной деревни в Петроград «пристроить хоть куда-нибудь». Леонид стал учеником (помощником) повара (поварёнком) в Царском Селе и другом по играм Цесаревича Алексея[3]. Информация о дальнейшей судьбе Леонида Ивановича Седнёва противоречива: существуют данные о его гибели в 1941 году во время боёв под Москвой[2]; по другим данным, он был расстрелян в 1929 году в Ярославле по обвинению в контрреволюционном заговоре[9].

Вся семья Седнёвых все годы советской власти была вынуждена скрывать своё родство с Иваном и Леонидом Седнёвыми — «царскими прислужниками».

## Канонизация и реабилитация
Был причислен к лику святых в числе слуг царской семьи, убитых советской властью, в 1981 году Русской Православной церковью за рубежом — святой воин Иоанн.
16 октября 2009 года Генеральная прокуратура Российской Федерации приняла решение о реабилитации 52 приближённых царской семьи, подвергшихся репрессиям, в том числе Ивана Седнёва.